# Arangetra Velai
Arangetra Velai er en indisk film fra 1990 af Fazil.

## Medvirkende
- Prabhu som Sivaramakrishnan
- Revathi som Masha
- V. K. Ramasamy
- Janagaraj som Naidu
- Rasi som Geetha
- Vennira Aadai Moorthy
- Jai Ganesh som Sakthinathan